# Georg Draudius
Georg Draudius (auch: Draud, Draut; * 9. Januar 1573 in Dauernheim; † 25. Mai 1635 in Butzbach) war ein deutscher Theologe und Bibliograph.

## Leben
Georg Draudius studierte Theologie in Marburg. Danach trat er als Herausgeber beim Buchdrucker Nikolaus Bassé ein. Zuerst arbeitete er in Frankfurt und danach in Herborn. Später war er als Gemeindepfarrer in Groß-Karben (1599–1614) und Ortenberg (1614–1625) tätig. Danach übernahm er das Amt von seinem Vater in Dauernheim, bis er kurz vor seinem Tod wegen des Dreißigjährigen Krieges seine Heimatstadt verließ und nach Butzbach zog. Er starb am 25. Mai 1635.
Neben theologischen Traktaten und Abhandlungen über die Philosophie von Aristoteles, für die er beim zeitgenössischen Publikum bekannt war, sind vor allem seine umfangreichen Bibliographien von Interesse. Die drei Kataloge enthalten wertvolle Informationen über heute verschollene Ausgaben und Art und Umfang des internationalen Buchhandels, dessen Zentrum zu seiner Zeit Frankfurt war.

## Werke
- Bibliotheca exotica, sive Catalogus officinalis librorum peregrinis linguis usualibus scriptorum (…) depuis l'an 1500 insques à l'an present 1610 distribute en certain ordre (…). Frankfurt 1610, erweitert 2/1625. eingeschränkte Vorschau in der Google-Buchsuche
- Bibliotheca classica, sive Catalogus officinalis in quo singuli singularum facultatum ac professionum libri (…). Frankfurt 1611, erweitert 2/1625. eingeschränkte Vorschau in der Google-Buchsuche
- Bibliotheca librorum germanicorum classica, das ist Verzeichnuss aller und jeder Bücher so fast bey dencklichen Jaren in teutscher Spraach (…) in Truck aussgangen (…). Frankfurt 1611, erweitert 2/1625. eingeschränkte Vorschau in der Google-Buchsuche